# Выкуп (фильм, 1994)
«Выкуп» — полнометражный кинофильм.

## Сюжет
Для выкупа из плена своего друга подполковнику Евгению Сагибову нужно собрать 200 тысяч долларов. Евгений решает реквизировать эту сумму у разных мафиозных групп, но не знает, где те хранят свои деньги. Эти места знает старый аферист Судакер, обычно выдающий себя за дирижёра симфонического оркестра, которого подполковник спасает от расплаты за предыдущие махинации. Они начинают действовать одной командой…

## В ролях
- Анатолий Хостикоев — Евгений Андреевич Сагибов, бывший подполковник Советской армии (озвучил Алексей Горбунов)
- Анатолий Равикович — Сруль Соломонович Судакер, аферист-валютчик с большим опытом
- Евгений Паперный — Микеша, бандит, старый знакомый Судакера
- Давид Бабаев — банкир, крупный бандит и криминальный авторитет
- Алексей Богданович — Мешков, пленённый товарищ Сагибова
- Инна Рогоза — Фатима, начальник охраны казино
- Владимир Яременко — Михаил Сергеевич Горбачёв
- Степан Степанов — Мбамбва, хозяин притона
- Борислав Брондуков — пьяный охранник-ВОХРовец на входе в психбольницу
- Анатолий Барчук — эпизод
- Анатолий Белый — эпизод
- Сергей Подгорный — эпизод
- Валерий Наконечный — эпизод
- Владимир Волков — эпизод
- Николай Гудзь[укр.] — эпизод
- Галина Долгозвяга — эпизод
- Артур Ли — подручный банкира
- Людмила Лобза — эпизод
- Дмитрий Наливайчук — эпизод
- Игорь Слободской — бандит с длинной бородой
- Евгений Сокуров — подручный банкира

## Съёмочная группа
- Автор сценария: Юрий Рогоза
- Режиссёр-постановщик: Владимир Балкашинов
- Оператор-постановщик: Николай Гончаренко
- Художник-постановщик: Анатолий Мамонтов
- Композитор: Вячеслав Назаров
- Художник по костюмам: Светлана Побережная
- Художник-гримёр: Василий Гарнавый
- Постановщик трюков: Евгений Сокуров
- Продюсер: Игорь Матвеев

## Дополнительные факты
- Прототипом главного героя послужил каскадер Евгений Сокуров.

## Награды
- 1994 — «Золотой Дюк» (Одесса) — Приз зрительских симпатий.
- 1995 — «Стожары» (Киев) — Приз зрительских симпатий (Анатолий Хостикоев).